# Câmpulung
 (février 2009).
Si vous disposez d'ouvrages ou d'articles de référence ou si vous connaissez des sites web de qualité traitant du thème abordé ici, merci de compléter l'article en donnant les références utiles à sa vérifiabilité et en les liant à la section « Notes et références ».
Câmpulung ou Câmpulung Muscel est une ville du județ d'Argeș, en Roumanie. Sa population s'élevait à 31 767 habitants en 2011.

## Géographie
La ville se trouve au sud de la chaîne des Alpes de Transylvanie, à l'entrée d'une longue vallée boisée, arrosée par la rivière Târgului, un affluent de l'Argeș. Elle est située à une altitude d'environ 600 m, à 48 km au nord de Pitești et à 125 km au nord-ouest de Bucarest. Câmpulung est une destination populaire en été de par la présence des montagnes.

## Histoire
Elle a été la première capitale de la principauté de Valachie avant d'être remplacée à cette fonction par la ville de Curtea de Argeș.

## Population
Lors du recensement de 2011, 91,98 % s'identifient comme roumains, 1,79 % comme roms (Pour 6,02 % de la population l'appartenance ethnique n'est connue et 0,19 % appartiennent à une autre ethnie).

## Politique
| Parti | Parti                                      | Sièges |
| ----- | ------------------------------------------ | ------ |
|       | Parti social-démocrate (PSD)               | 10     |
|       | Parti national libéral (PNL)               | 6      |
|       | Alliance des libéraux et démocrates (ALDE) | 2      |
|       | Parti pour Argeș et Muscel                 | 1      |

## Économie
L'économie de Câmpulung a longtemps été dominée par l'entreprise ARO, un constructeur automobile qui a commencé à produire en 1957 et a fait faillite en 2006, après sa privatisation.

## Personnalités liées à la ville
- Simona Bucura-Oprescu (1980-), femme politique roumaine, y est née.
- Radu Gyr (1905-1975), poète, journaliste militant et dramaturge y est né.
- Tudor Mușatescu (1903-1970), dramaturge et nouvelliste, y est né.
- Mihai Tican Rumano (1893-1967), écrivain voyageur, fait don en 1959 de sa collection d'art au musée municipal de Câmpulung.
- Elena Lasconi (1972- aujourd'hui), politicienne et candidate à la présidence en Roumanie qui s'est qualifié au deuxième tour en 2024[5]

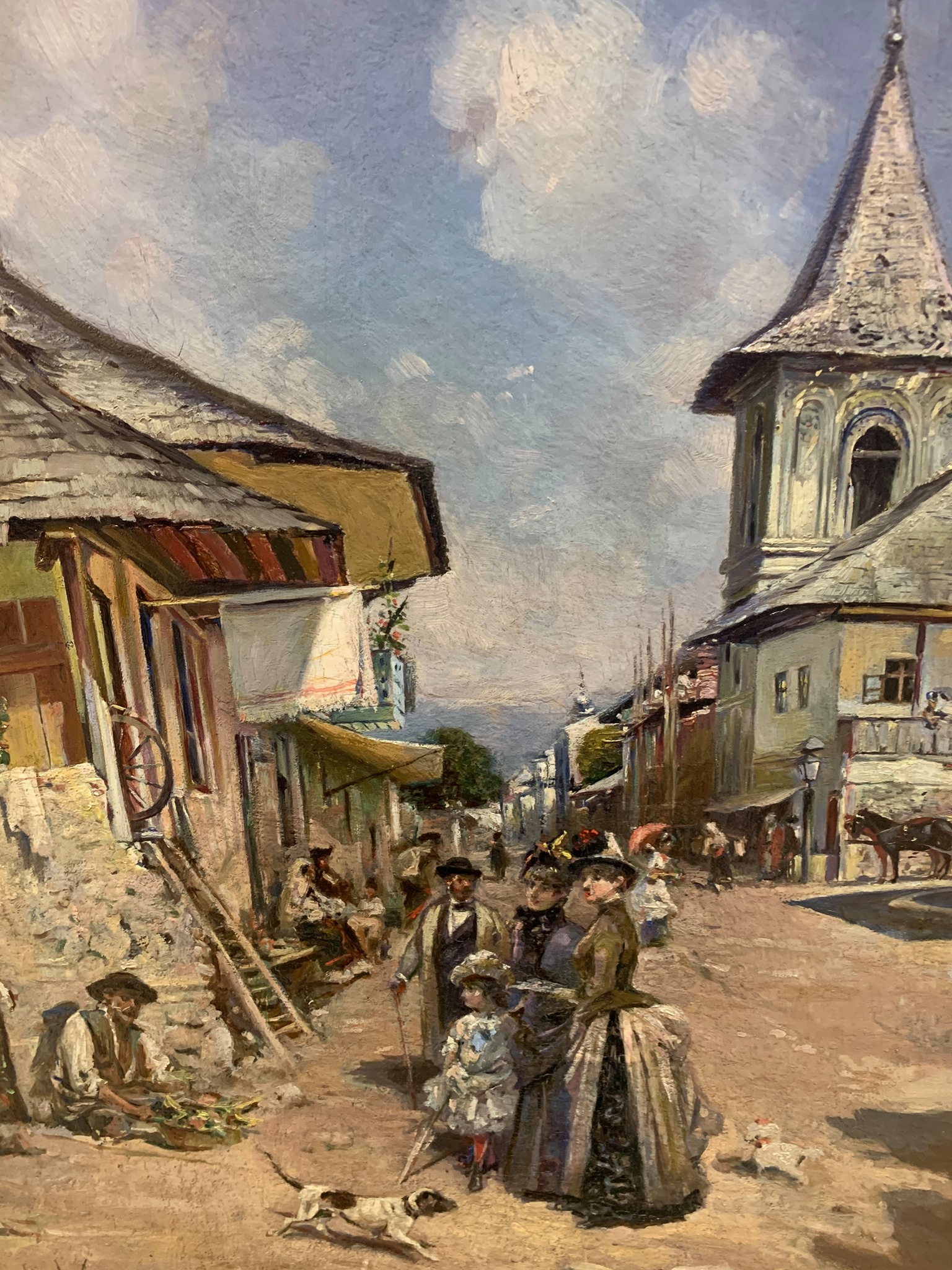
Theodor Aman - Une rue de Câmpulung - 1890